# Sangatissa subcurvifera
Sangatissa subcurvifera är en fjärilsart som beskrevs av Walker 1865. Sangatissa subcurvifera ingår i släktet Sangatissa och familjen Eupterotidae. Inga underarter finns listade.